# زاك كراوتش
زاك كراوتش (بالإنجليزية: Zach Crouch) هو لاعب كرة قاعدة أمريكي، ولد في 26 أكتوبر 1965 في فولسوم في الولايات المتحدة.

## وصلات خارجية
- زاك كراوتش على موقعبيزبول رفرنس.كوم (الدوري الرئيسي) (الإنجليزية)